# Polychrysum
Polychrysum là một chi thực vật có hoa trong họ Cúc (Asteraceae).

## Loài
Chi Polychrysum gồm các loài: